# Синхронне плавання на Чемпіонаті світу з водних видів спорту 2017
Змагання з синхронного плавання на Чемпіонаті світу з водних видів спорту 2017 тривали з 14 до 22 липня в Будапешті (Угорщина).

## Розклад змагань
Загалом розіграно дев'ять комплектів нагород.
Всі події вказано за місцевим часом (UTC+2).
| Дата          | Час   | Раунд                                                 |
| ------------- | ----- | ----------------------------------------------------- |
| 14 липня 2017 | 11:00 | Соло, технічна програма (попередні змагання)          |
| 14 липня 2017 | 16:00 | Дует, технічна програма (попередні змагання)          |
| 15 липня 2017 | 11:00 | Соло, технічна програма (фінал)                       |
| 15 липня 2017 | 19:00 | Змішаний дует, технічна програма (попередні змагання) |
| 16 липня 2017 | 11:00 | Дует, технічна програма (фінал)                       |
| 16 липня 2017 | 19:00 | Група, технічна програма (попередні змагання)         |
| 17 липня 2017 | 11:00 | Змішаний дует, технічна програма (фінал)              |
| 17 липня 2017 | 19:00 | Соло, довільна програма (попередні змагання)          |
| 18 липня 2017 | 11:00 | Група, технічна програма (фінал)                      |
| 18 липня 2017 | 19:00 | Дует, довільна програма (попередні змагання)          |
| 19 липня 2017 | 11:00 | Соло, довільна програма (фінал)                       |
| 19 липня 2017 | 19:00 | Група, довільна програма (попередні змагання)         |
| 20 липня 2017 | 11:00 | Дует, довільна програма (фінал)                       |
| 20 липня 2017 | 19:00 | Комбінація, довільна програма (попередні змагання)    |
| 21 липня 2017 | 11:00 | Група, довільна програма (фінал)                      |
| 21 липня 2017 | 19:00 | Змішаний дует, довільна програма (попередні змагання) |
| 22 липня 2017 | 11:00 | Комбінація, довільна програма (фінал)                 |
| 22 липня 2017 | 19:00 | Змішаний дует, довільна програма (фінал)              |

## Медалі

### Таблиця медалей
| Місце   | Країна  | Золото | Срібло | Бронза | Загалом |
| ------- | ------- | ------ | ------ | ------ | ------- |
| 1       | Росія   | 7      | 1      | 0      | 8       |
| 2       | КНР     | 1      | 4      | 0      | 5       |
| 3       | Італія  | 1      | 1      | 0      | 2       |
| 4       | Іспанія | 0      | 2      | 0      | 2       |
| 5       | Україна | 0      | 1      | 5      | 6       |
| 6       | Японія  | 0      | 0      | 2      | 2       |
| 7       | США     | 0      | 0      | 2      | 2       |
| Загалом | Загалом | 9      | 9      | 9      | 27      |

### Дисципліни
| Дисципліна                      | Золото | Золото  | Срібло | Срібло  | Бронза | Бронза  |
| ------------------------------- | --- | ------- | --- | ------- | --- | ------- |
| Соло технічна програма          | Світлана Колесніченко · Росія | 95.2036 | Она Карбонелл · Іспанія | 93.6534 | Анна Волошина · Україна | 91.9992 |
| Соло довільна програма          | Світлана Колесніченко · Росія | 96.1333 | Она Карбонелл · Іспанія | 95.0333 | Анна Волошина · Україна | 93.3000 |
| Дует технічна програма          | Росія · Світлана Колесніченко · Олександра Пацкевич | 95.0515 | Китай · Цзян Тінтін · Цзян Веньвень | 94.0775 | Україна · Анна Волошина · Єлизавета Яхно | 92.6482 |
| Дует довільна програма          | Росія · Світлана Колесніченко · Олександра Пацкевич | 97.0000 | Китай · Цзян Тінтін · Цзян Веньвень | 95.3000 | Україна · Анна Волошина · Єлизавета Яхно | 93.2667 |
| Група технічна програма         | Росія · Анастасія Баяндіна · Дарія Баяндіна · Влада Чигірьова · Марина Голядкіна · Вероніка Калініна · Поліна Комар · Марія Чурочкіна · Дарина Валітова | 96.0109 | Китай · Фен Ю · Го Лі · Лян Сіньпін · Тан Менні · Ван Люї · Ван Цяньї · Сяо Яньнін · Їнь Ченсінь                                                                                                 | 94.2165 | Японія · Сакіко Акуцу · Дзюка Фукумура · Юкіко Інуі · Мінамі Коно · Кей Марумо · Канамі Накамакі · Маі Накамура · Кано Омата                                    | 93.1590 |
| Група довільна програма         | Росія · Анастасія Баяндіна · Дарія Баяндіна · Влада Чигірьова · Марина Голядкіна · Вероніка Калініна · Поліна Комар · Марія Чурочкіна · Дарина Валітова | 97.3000 | Китай · Фен Ю · Го Лі · Лян Сіньпін · Тан Менні · Чан Хао · Леле Ю · Сяо Яньнін · Їнь Ченсінь | 95.2333 | Україна · Владислава Алексієва · Валерія Апрелєва · Анна Волошина · Олександра Кашуба · Єлизавета Яхно · Анастасія Савчук · Ксенія Сидоренко · Марина Алексієва | 93.9333 |
| Комбінація довільна програма    | Китай · Чан Хао · Фен Ю · Го Лі · Лян Сіньпін · Тан Менні · Ван Люї · Ван Цяньї · Сяо Яньнін · Їнь Ченсінь · Ю Леле                                     | 96.1000 | Україна · Марина Алексієва · Владислава Алексієва · Валерія Апрелєва · Олександра Кашуба · Яна Наріжна · Анастасія Савчук · Аліна Шинкаренко · Ксенія Сидоренко · Анна Волошина · Єлизавета Яхно | 94.0000 | Японія · Сакіко Акуцу · Дзюка Фукумура · Юкіко Інуі · Мінамі Коно · Кей Марумо · Канамі Накамакі · Маі Накамура · Кано Омата · Юкіко Осава · Асука Тасакі       | 93.2000 |
| Змішаний дует довільна програма | Росія · Міхаела Каланча · Олександр Мальцев | 92.6000 | Італія · Маріанжела Перрупато · Джорджо Мінісіні | 91.1000 | США · Канако Спендлов · Білл Мей | 88.7667 |
| Змішаний дует технічна програма | Італія · Маніла Фламіні · Джорджо Мінісіні | 90.2979 | Росія · Міхаела Каланча · Олександр Мальцев | 90.2639 | США · Канако Спендлов · Білл Мей | 87.6682 |